# Портланд (Индијана)
Портланд (енгл. Portland) град је у америчкој савезној држави Индијана.

## Демографија
По попису из 2010. године број становника је 6.223, што је 214 (-3,3%) становника мање него 2000. године.
| Група             | 2000.         | 2010.         |
| Белци             | 6.130 (95,2%) | 5.742 (92,3%) |
| Афроамериканци    | 24 (0,4%)     | 28 (0,4%)     |
| Азијати           | 22 (0,3%)     | 29 (0,5%)     |
| Хиспаноамериканци | 216 (3,4%)    | 363 (5,8%)    |
| Укупно            | 6.437         | 6.223         |